# Волчанск (Россия)
Волча́нск (до 1956 года — посёлок Лесная Волчанка) — город на севере Свердловской области России, административный центр Волчанского муниципального округа.
Распоряжением Правительства РФ от 29 июля 2014 года № 1398-р «Об утверждении перечня моногородов» город включён в категорию «Монопрофильные муниципальные образования Российской Федерации (моногорода) с наиболее сложным социально-экономическим положением».
Волчанск — один из четырёх городов Свердловской области с трамвайным движением.

## География
Волчанск расположен на восточном склоне Северного Урала, на реках Малой Волчанке и Большой Волчанке (правом притоке Сосьвы, бассейн Оби), в 452 километрах к северу от Екатеринбурга и 17 километрах от Карпинска.
Рельеф Волчанска переходный от горно-увалистого к равнинному. В 9 километрах к северо-востоку от города расположен памятник природы регионального значения — гора Сосновая.
К западу от Волчанска расположено несколько крупных озёр: Антипинское, Большое и Малое Княспинские; болот: Большое, Истоковское, Шмелёвское, Лих.
Значительную часть города занимают угольные разрезы и отвалы пустой породы.

### Климат
Волчанск лежит на высоте 241 метра над уровнем моря. Климат близок к умеренно-холодному. Количество осадков значительное, с осадками даже в засушливые месяцы. По классификации климата Кёппена-Гейгера — Dfb: холодный (континентальный), без сухого сезона, тёплое лето. Среднегодовая температура 1,5 °C. Среднегодовая норма осадков — 532 мм.
В течение года западный ветер. Усреднённый показатель скорости ветра в течение года составляет 2,2 м/с. Самым спокойным месяцем является январь, а самым ветреным — март.
| Показатель              | Янв.  | Фев.  | Март | Апр. | Май | Июнь | Июль | Авг. | Сен. | Окт. | Нояб. | Дек.  | Год |
| ----------------------- | ----- | ----- | ---- | ---- | --- | ---- | ---- | ---- | ---- | ---- | ----- | ----- | --- |
| Средняя температура, °C | −18,3 | −16,1 | −7,3 | 1,5  | 7,9 | 14,1 | 16,9 | 13,8 | 7,8  | −0,5 | −9,1  | −15,2 | 1,5 |
| Норма осадков, мм       | 26    | 16    | 16   | 35   | 47  | 59   | 102  | 77   | 55   | 42   | 32    | 25    |     |
| Источник:               |       |       |      |      |     |      |      |      |      |      |       |       |     |

### Часовой пояс
Волчанск, как и вся Свердловская область, находится в часовой зоне МСК+2. Смещение применяемого времени относительно UTC составляет +5:00.

## Административное и муниципальное устройство
С точки зрения административно-территориального устройства Свердловской области, Волчанск является городом районного подчинения. Он входит в состав города Карпинска как административно-территориальной единицы Свердловской области.
С точки зрения муниципального устройства, Волчанск является административным центром самостоятельного муниципального образования, в состав которого, помимо города, входит посёлок Вьюжный, — Волчанского муниципального округа.
В составе данных территориальных образований Волчанск входит в Северный управленческий округ, административным центром которого является город Краснотурьинск.

## Внутреннее деление
Волчанск не имеет внутреннего районного деления, но фактически образует объединение двух частей (жилых массивов), значительно удалённых друг от друга:
- Лесная Волчанка — северо-восточная часть города,
- Волчанка — юго-западная часть города.

Похожую структуру имеют ещё 2 города в Свердловской области: Полевской и Каменск-Уральский.

## История

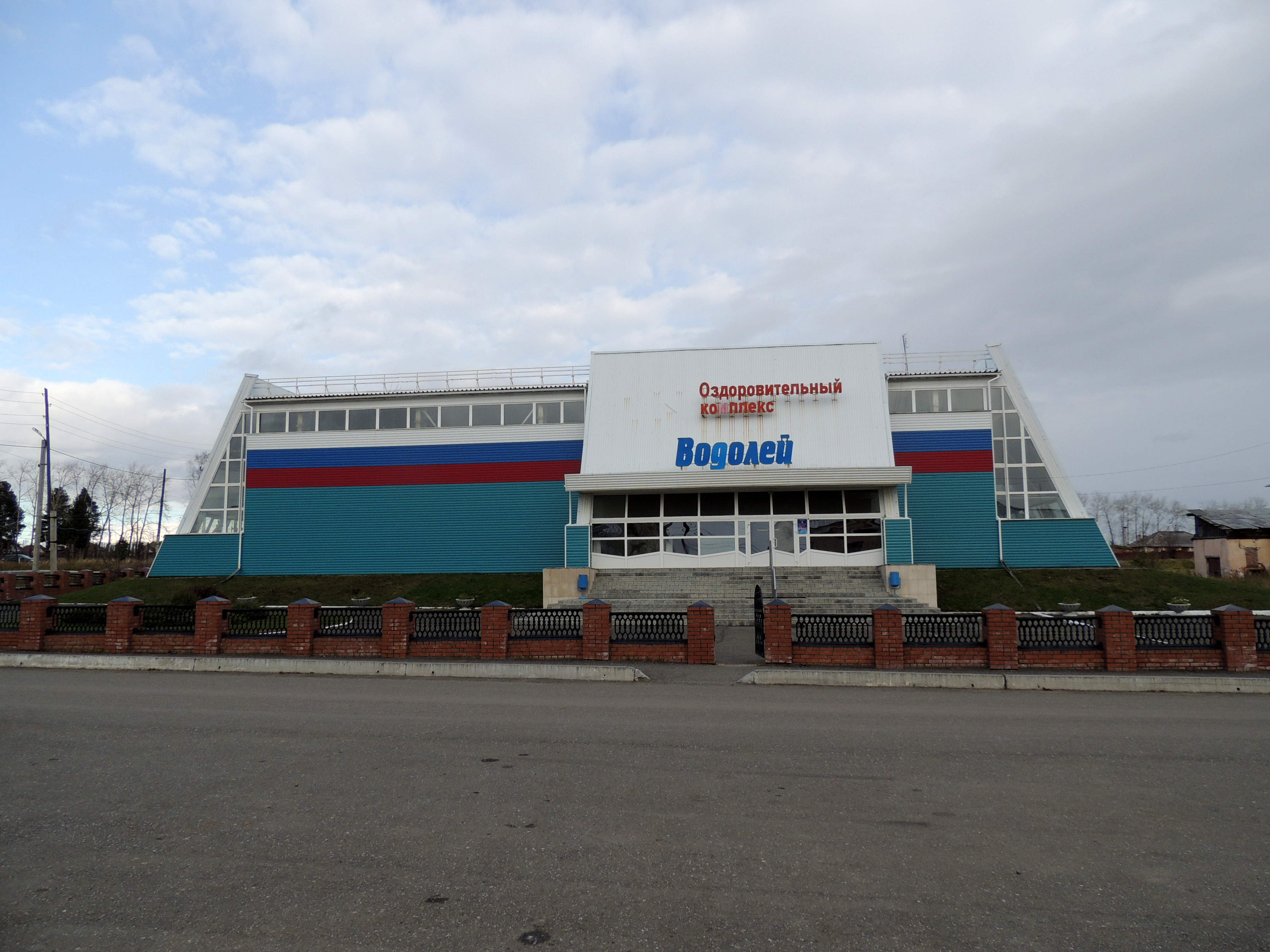
Оздоровительный комплекс «Водолей»

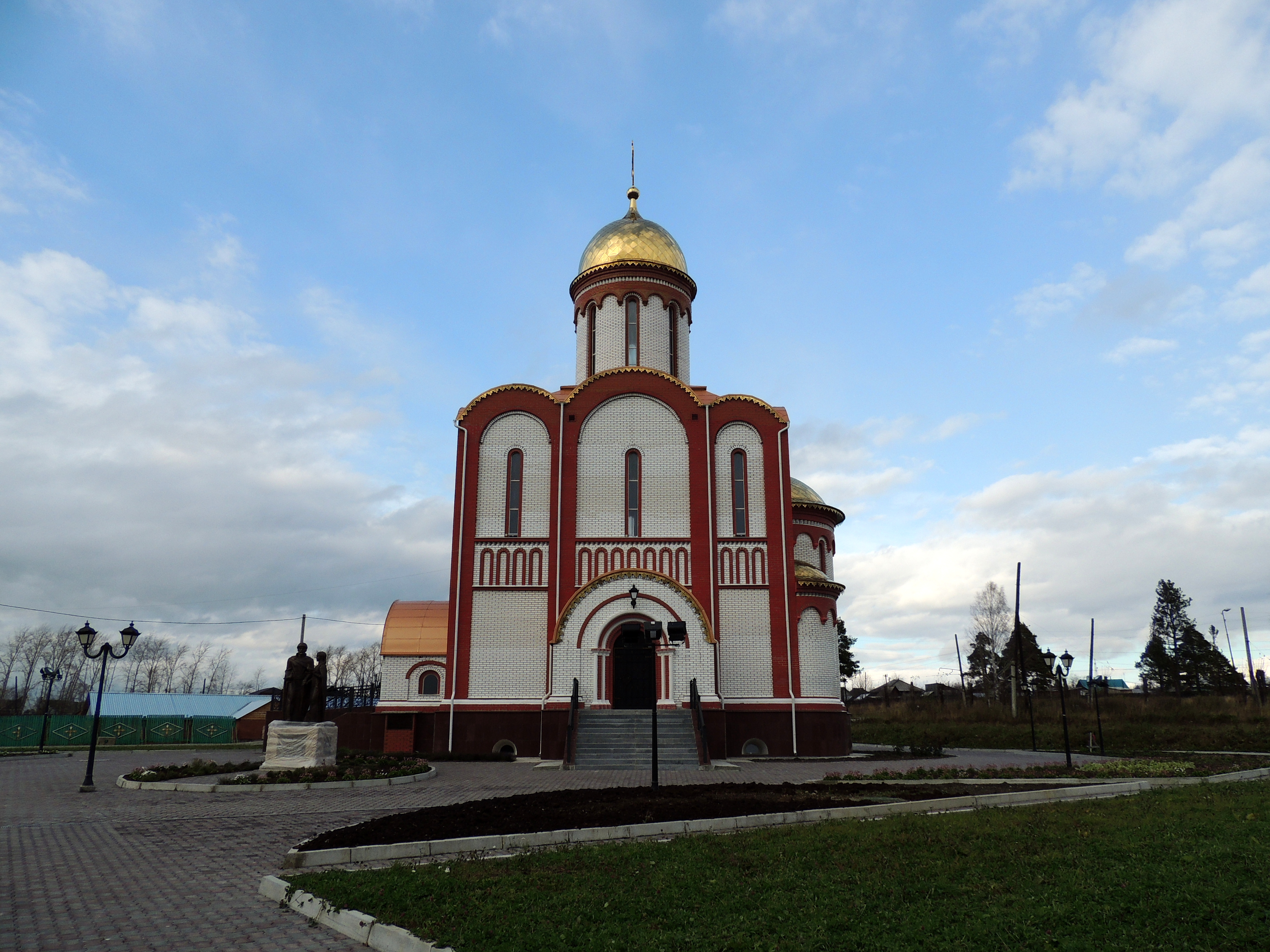
Храм во имя Святителя Николая Чудотворца

Поселение Волчанка возникло около 1850 года. Первым поселенцем был Прянишников, который поселился исключительно для охоты и перекупки от ясашных вогул соболей и другой пушнины. В 1908 году в селении было четырнадцать дворов, православная часовня и земская станция. В трёх километрах от поселения находился золотой прииск Новая Волчанка.
В источнике XVIII века гидроним записан в формах Валча, Волча, что позволяет предполагать его дорусское происхождение, а появление формы Волчанка результатом русской адаптации непонятного названия.
В 1859 году партией золотоискателей обнаружены бурые угли в верховьях Малой Волчанки. В 1890-х годах началась разведка и изучение Волчанского угольного месторождения. С 1900 года посёлок известен под названием Волчанка.
В 1902 году в Волчанке шахтным способом добывался уголь для нужд Богословского медеплавильного завода. Вскоре работы были приостановлены.
В 1942 году для обеспечения нужд Богословской ТЭЦ — источника электроэнергии строящегося алюминиевого завода — заложен первый угольный разрез объединения «Вахрушевуголь». Стройка имела название «Волчанстрой НКВД» и первоначально велась силами рабочих Базстроя: трудармейцами (сосланными сюда со всей страны немцами), заключёнными Богословлага, позднее — военнопленными. Одновременно со строительством разреза возник посёлок Северный.
В 1944 году был получен первый энергетический уголь. В 1950—1960-х годах было открыто ещё пять угольных разрезов.
25 января 1956 года посёлок Лесная Волчанка был преобразован в город Волчанск. В 1966 году он был отнесён к категории городов районного значения.
В 1969 году начал работу Волчанский завод товаров народного потребления. В 1970 году предприятие стало филиалом Уралвагонзавода. С 1974 году Волчанским заводом был освоен выпуск бытовых и автомобильных газовых баллонов.
17 декабря 1995 году состоялся местный референдум по определению границ и структуры органов местного самоуправления муниципального образования город Волчанск.
16 февраля 2006 году Архиепископ Екатеринбургский и Верхотурский Викентий благословил начинания волчанцев по строительству православного храма в городе.

## Население
С 1901 года вместе с началом добычи угля начался постепенный рост числа жителей. В 1942 году в город были сосланы советские немцы, заключённые Богословлага, а в послевоенные годы военнопленные. В 1950-е годы вместе с расширением добычи угля показатели населения города достигли пиковых значений в 30 000 человек.
С 1970-х годов население города ежегодно сокращается. В 2012 году количество жителей стало меньше 10 000 человек. На 1 января 2025 года по численности населения город находился на 966-м месте из 1124 городов Российской Федерации.
| 1959    | 1967    | 1970    | 1979    | 1989    | 1992    | 1996    |
| ------- | ------- | ------- | ------- | ------- | ------- | ------- |
| 25 031  | ↘22 000 | ↘18 257 | ↘14 819 | ↘14 814 | ↘14 000 | ↘13 400 |
| 1998    | 2000    | 2001    | 2002    | 2003    | 2005    | 2006    |
| ↘13 100 | ↘12 800 | ↘12 400 | ↘11 043 | ↘11 000 | ↘10 600 | ↘10 400 |
| 2007    | 2008    | 2009    | 2010    | 2011    | 2012    | 2013    |
| ↘10 300 | ↘10 200 | ↘10 010 | →10 010 | ↘10 000 | ↘9803   | ↘9643   |
| 2014    | 2015    | 2016    | 2017    | 2018    | 2019    | 2020    |
| ↘9534   | ↘9376   | ↘9130   | ↘8885   | ↘8722   | ↘8562   | ↘8525   |
| 2021    | 2023    |         |         |         |         |         |
| ↗8573   | ↘8392   |         |         |         |         |         |

## Органы власти
Представительным органом городской власти является Дума муниципального округа. Дума состоит из 15 депутатов, избираемых на муниципальных выборах на основе всеобщего равного и прямого избирательного права при тайном голосовании сроком на 5 лет. Выборы депутатов осуществляются на основе избирательной системы относительного большинства по пяти трёхмандатным избирательным округам, образуемым на территории муниципального округа.
Глава муниципального округа является высшим должностным лицом и наделяется собственными полномочиями по решению вопросов местного значения, предусмотренных статьями Устава МО. Глава избирается сроком на пять лет. С 24 октября 2023 года главой города является Адельфинская Ольга Валерьевна.

## Образование
В Волчанске действуют две средние общеобразовательные школы. В городе имеется среднее специальное учреждение образования — филиал Карпинского машиностроительного техникума (в прошлом Училище № 52).

## Здравоохранение
Действуют центральная городская больница и детская поликлиника.

## Экономика
- Волчанский механический завод[43],
- деревообрабатывающие предприятия,
- ЗАО «Волчанский уголь» (добыча бурого угля прекращена)[44][45],
- ЗАО «Алькон» (железнодорожная станция Лесная Волчанка, ремонт и обслуживание вагонов),
- АО «Волчанское» (производство молока).

## Транспорт
Волчанск является самым маленьким городом в России, в котором есть собственная трамвайная линия. Общая длина линии, действующей с 31 декабря 1951 года, составляет около восьми километров. С апреля 2023 года линия находится на консервации в связи с капитальным ремонтом линии.
Через Волчанск проходит Свердловская железная дорога. В городе расположена станция Лесная Волчанка.
Действует автобусный маршрут № 109 Карпинск — Волчанск.